# Ethnikós Alexandroúpolis
Maillots
L’Ethnikós Alexandroúpolis (grec moderne : Μ.Γ.Σ. Eθνικός Αλεξανδρούπολης pour Μουσικός Γυμναστικός Σύλλογος Eθνικός Αλεξανδρούπολης, « Club musico-sportif national d’Alexandroúpoli ») est un club grec de volley-ball fondé en 1927, évoluant au plus haut niveau national, il est situé dans la ville d'Alexandroúpoli, dans la province de Thrace

## Historique
L’Ethnikós Alexandroúpolis est le club sportif le plus connu de la ville d'Alexandroúpoli, et le seul à évoluer régulièrement au plus haut niveau national.
Né en 1927 de la fusion des deux clubs de Ergatikou Asteras et d'Ermis Alexandroupolis, le club est dissout en 1937 avant d'être refondé en 1945.
Il comporte également des sections football, basket-ball, Athlétisme et tennis de table, ainsi qu'un département musical, d'où le nom du club (Mousikos Gymnastikos Syllogos=Club Musical et sportif).

## Palmarès

### Effectif saison 2011-2012
Entraîneur :  Giannis Andreadis ; entraîneur-adjoint :  Anestis Giannakopoulos

## Joueurs majeurs
- Andrej Kravarik  Grèce/ Slovaquie (central, 2,06 m)
- Tontor-Zlatko Baev  Grèce/ Bulgarie (Attaquant, 2,00m)
- Thanassis Moustakidis  Grèce (Passeur, 1,95m)